# Pemigewasset
De Pemigewasset is een 105 km lange rivier in de Amerikaanse staat New Hampshire die Profile Lake verbindt met de Winnipesaukee, waarna zij beiden opgaan in de Merrimack.
De naam komt van het Abenaki-woord bemijijoasek, wat waar de zijstroom is betekent.
- Library of Congress Control Number: sh90005487
- National Archives and Records Administration: 10038810
- Nationale Bibliotheek van Israël: 987007539466005171
- Virtual International Authority File: 315527406